# Fernanda Cardona
María Fernanda Cardona Fernández (Montevideo, 11 de setiembre de 1977) es una abogada y política uruguaya perteneciente al Frente Amplio, sector MPP. Es la Ministra de Industria, Energía y Minería de Uruguay desde el 1 de marzo de 2025.

## Biografía
Graduada en la Universidad de la República, se diplomó en Dirección de Empresas Públicas de la Universidad Nacional de Quilmes, y aprobó un posgrado en Derecho del Trabajo Aplicado por la Universidad de Montevideo.
Desarrolló una carrera administrativa en diversas reparticiones estatales; de 2020 a 2024 integró el directorio de UTE. El 1 de marzo de 2025 asume la titularidad del Ministerio de Industria, Energía y Minería de Uruguay en el gabinete de Yamandú Orsi.